# Fuji (monte)
Il Fuji (富士山?, Fuji-san) è un vulcano alto 3776 m situato sull'isola giapponese di Honshū. In Europa in passato era noto con il nome di Fuji-Yama (scritto anche Fujiyama). È il monte più alto del Giappone.
È considerato una delle "tre montagne sacre" (三霊山?, Sanreizan) del Paese, insieme al monte Tate e al monte Haku, e gli shintoisti considerano doveroso recarvisi in pellegrinaggio almeno una volta nella vita. Con la sua cima innevata per dieci mesi all'anno, è uno dei simboli del Giappone e fa parte dell'elenco nazionale giapponese dei luoghi speciali per valore storico e bellezza paesaggistica. Dal 2013 è considerato patrimonio dell'umanità dall'UNESCO, che riconosce nella sua area venticinque siti di interesse culturale.

## Geografia

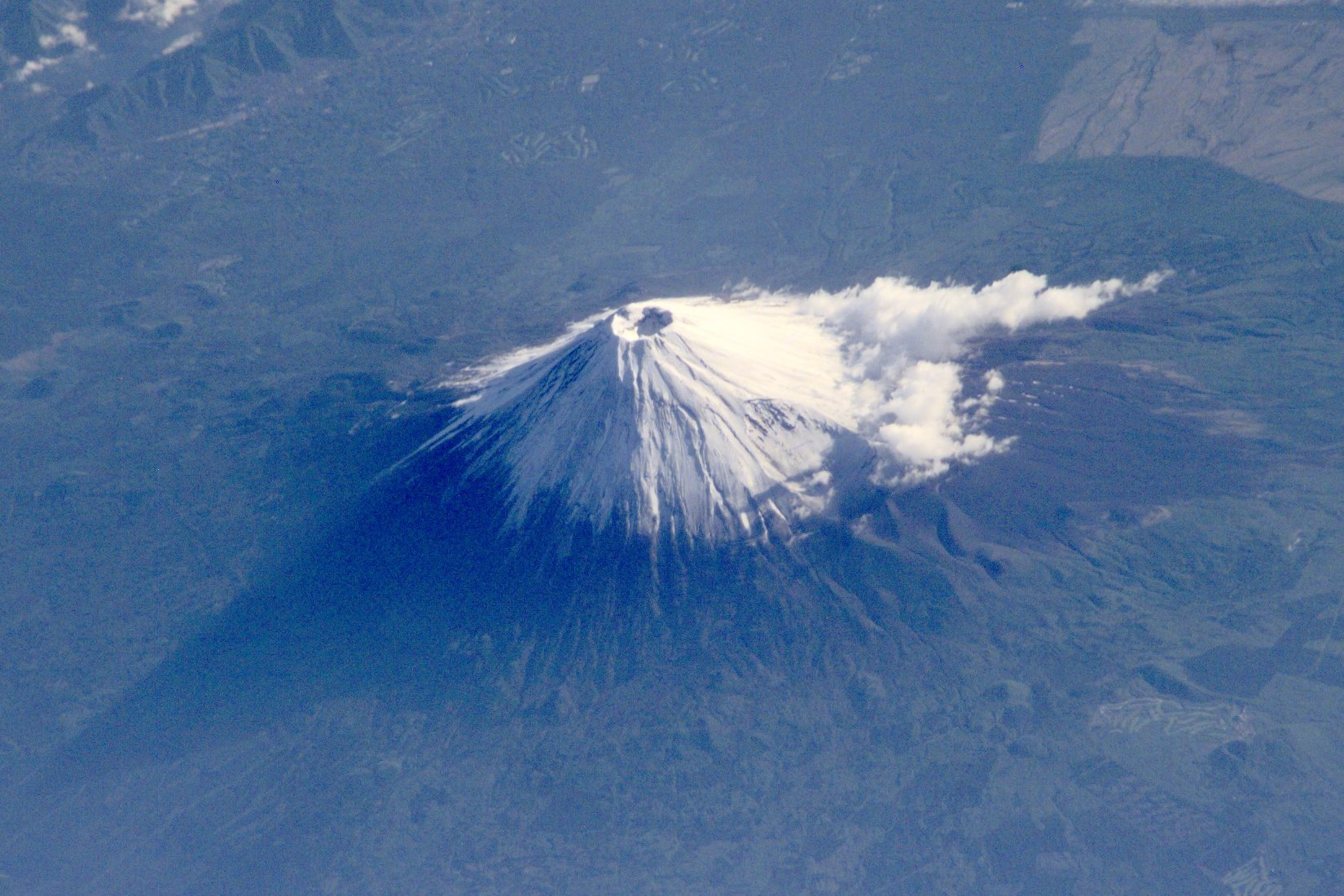
Il monte Fuji fotografato dalla ISS

Con i suoi 3775 m è la montagna più alta del Giappone. Si trova al confine tra le prefetture di Shizuoka e Yamanashi, vicino alla costa sull'oceano Pacifico dell'isola di Honshū, tra Hamamatsu e Tokyo, da cui dista 100 km e da dove è visibile quando il cielo è limpido. Alle sue pendici sorgono le tre cittadine di Gotemba a est, Fujiyoshida a nord e Fujinomiya a sud-est, oltre alla pianura di Kantō, la più grande zona pianeggiante del paese nipponico. È circondato da cinque laghi (富士五湖?, Fujigoko): il lago Kawaguchi, il lago Yamanaka, il lago Sai, il lago Motosu e il lago Shōji. Dalle loro rive, come da quelle del vicino lago Ashi, è possibile osservare il monte. L'area della montagna è compresa nel territorio del parco nazionale Fuji-Hakone-Izu, raggiungibile dalle cittadine vicine con l'autobus e da Tokyo con la linea shinkansen.

### Geologia

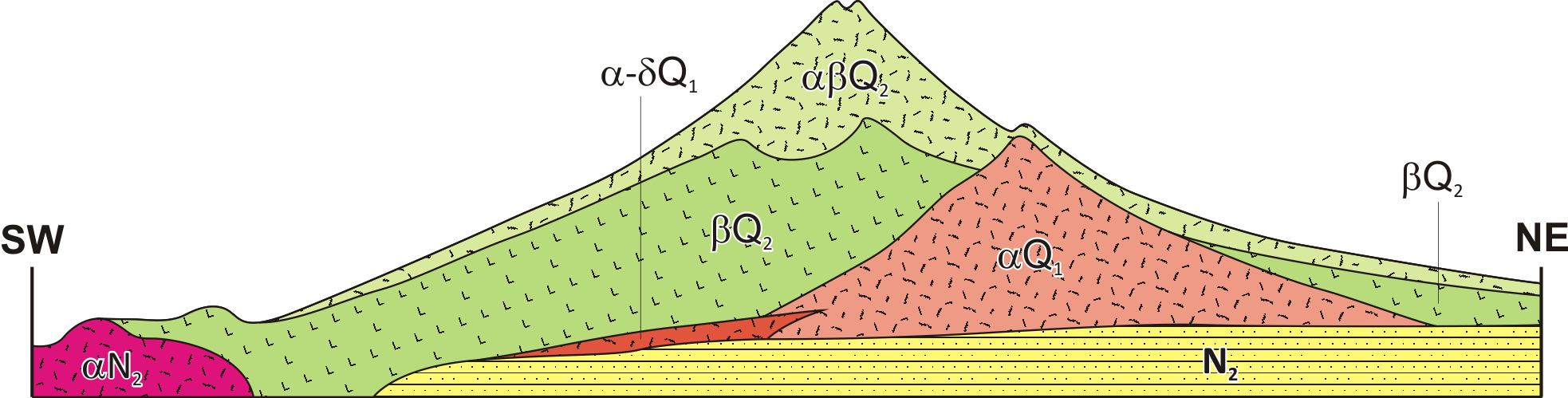
Sezione geologica del monte Fuji

L'origine del Fuji è strettamente legata all'attività vulcanica. Secondo la tradizione popolare la montagna si formò in seguito a un terremoto avvenuto nel 286 a.C., ma in realtà esso è classificabile come uno stratovulcano e la sua forma conica regolare e quasi simmetrica è la conseguenza della sovrapposizione di vari strati di lava solidificata e ceneri vulcaniche. I vulcanologi hanno infatti appurato che l'attuale Fuji è il risultato di quattro distinte fasi nell'attività vulcanica che ne hanno caratterizzato forma e struttura. La prima, chiamata Sen-komitake, è caratterizzata da un nucleo di andesite recentemente scoperto nella sua parte più interna. La seconda, detta del Komitake Fuji, è uno strato di basalto formatosi diverse decine di migliaia di anni fa. Circa 100 000 anni fa si formò quindi lo Hurui Fuji sulla cima del Komitake Fuji. L'attuale Fuji, Shin Fuji, si ritiene si sia formato intorno ai 10 000 anni fa sulla cima del vecchio monte.

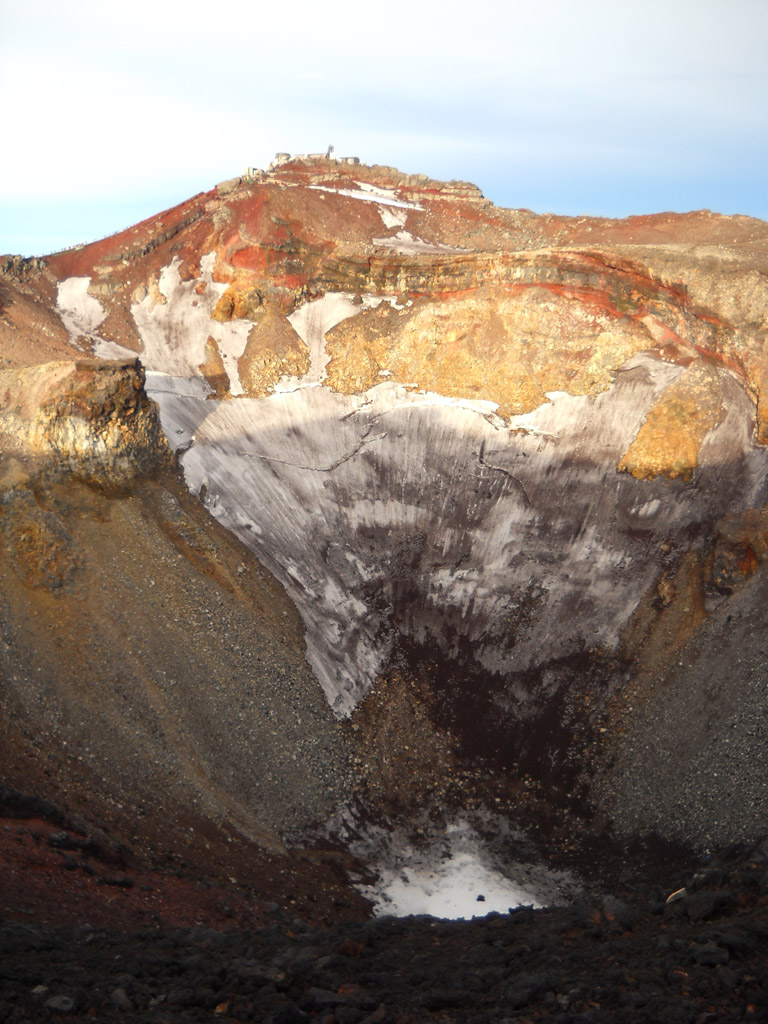
Il cratere principale del Fuji

È situato sulla faglia che fa parte della cintura di fuoco del Pacifico, tra la placca euroasiatica, la placca di Ochotsk e la placca delle Filippine. In particolare il vulcano si trova proprio sul punto in cui la placca delle Filippine si inabissa a grande profondità sotto quella euroasiatica, con un movimento tettonico che, fondendo le rocce, provoca la formazione di notevoli sacche magmatiche. È tuttora in fase di quiescenza sin dal 1708; l'ultima eruzione documentata iniziò il 16 dicembre 1707 e terminò il 1º gennaio dell'anno successivo. Durante l'eruzione, nota con il nome di eruzione Hōei, l'attuale Tokyo venne ricoperta da uno spesso strato di cenere, mentre il vulcano vide la formazione di un nuovo cratere con un secondo picco, più o meno a metà della sua altezza, chiamato Hōeizan (宝永山?). Da allora le attività vulcaniche sono ridotte a modeste manifestazioni solfatariche, benché alcuni studiosi avessero ipotizzato un possibile risveglio del vulcano entro il 2015. La prima eruzione documentata avvenne nell'anno 800 e da allora si sono susseguite diciotto eruzioni vulcaniche.
La base del Fuji ha un diametro compreso tra i 40 e i 50 km e una circonferenza di 125 km. Il cratere, i cui bordi frastagliati formano otto creste (Oshaidake, Izudake, Jojudake, Komagatake, Mushimatake, Kengamme, Hukusandake e Kukushidake), si estende per circa mezzo chilometro, raggiungendo una profondità massima di 250 m; il volume totale del vulcano è di circa 500 km³.

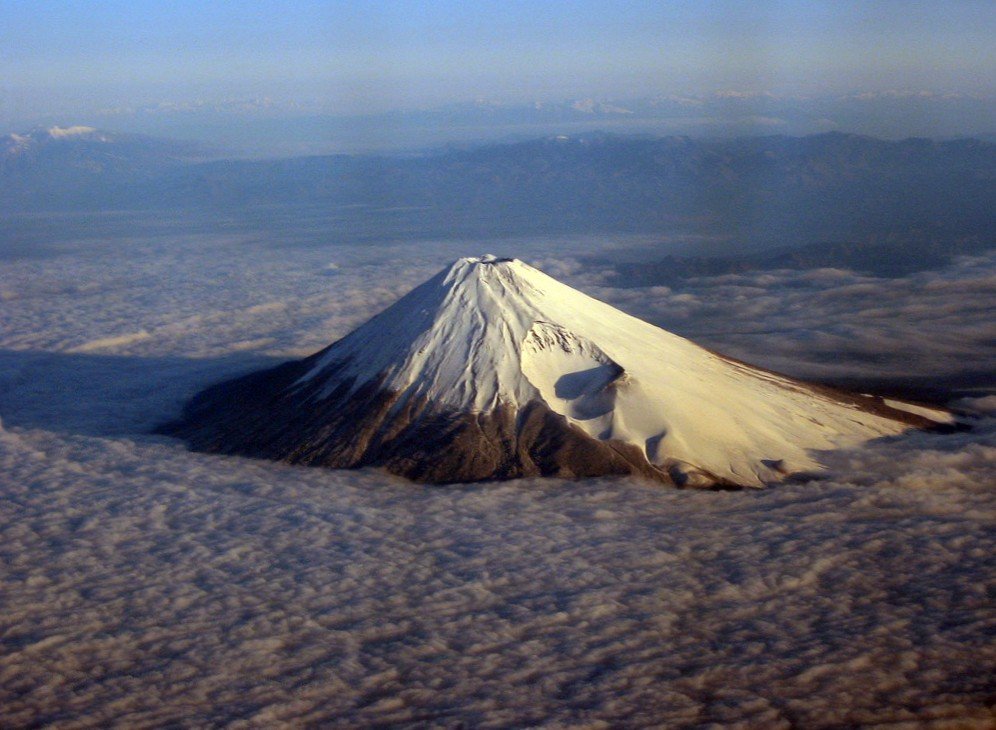
Foto aerea del Fuji. Sul fianco sud-est della montagna è ben visibile il cratere Hōeizan

Una conseguenza delle attività vulcaniche e della stratificazione della struttura del Fuji è la presenza di più di 150 flussi lavici solidificati, tra cui i più importanti sono quello di Mishima e quello di Manno risalenti a circa 15 000 anni fa, oltre a quelli di Inusuzumi-yama (circa 5 000 anni fa), Kansu-yama (4 000 anni fa) e Aokigahara (864 d.C.). Questi flussi hanno a loro volta contribuito alla formazione di numerose grotte naturali di roccia lavica lungo le pendici del monte. Tra le grotte più famose vi sono quella di Subashiri Tainai, la grotta posta a maggior altitudine in Giappone, quella di Mitsuike-ana (Fujinomiya) che raggiunge una lunghezza di 2139 m, e quella di Saiko Komori-ana (Fujikawaguchiko, Yamanashi) considerata un monumento naturale. Oltre alle grotte è possibile osservare anche i caratteristici "alberi di lava" (il rivestimento lavico intorno a un tronco d'albero, lasciato da un flusso di lava), tra cui i più famosi sono quelli di Funatsu Tainai Jukei e Yoshida Tainai Jukei. Infine la superficie del monte è caratterizzata dalla presenza di valli e gole, formatesi in seguito alla corrosione del vento, dell'acqua e della neve negli anni. La Gola di Osawa (大沢崩れ?, Osawa Kuzure), la più importante e ampia di queste gole, si estende sul lato ovest della cima a circa 2200 m d'altezza e gli studiosi ipotizzano che possa essersi formata circa un migliaio di anni fa. È lunga circa 2 km per una larghezza massima di 500 m, mentre la profondità massima è di 150 m. È stimato che circa 75 milioni di m³ siano stati consumati dai fenomeni atmosferici e ogni anno circa 160000 m³ di materiale viene eroso via dal pendio della montagna.

### Idrografia

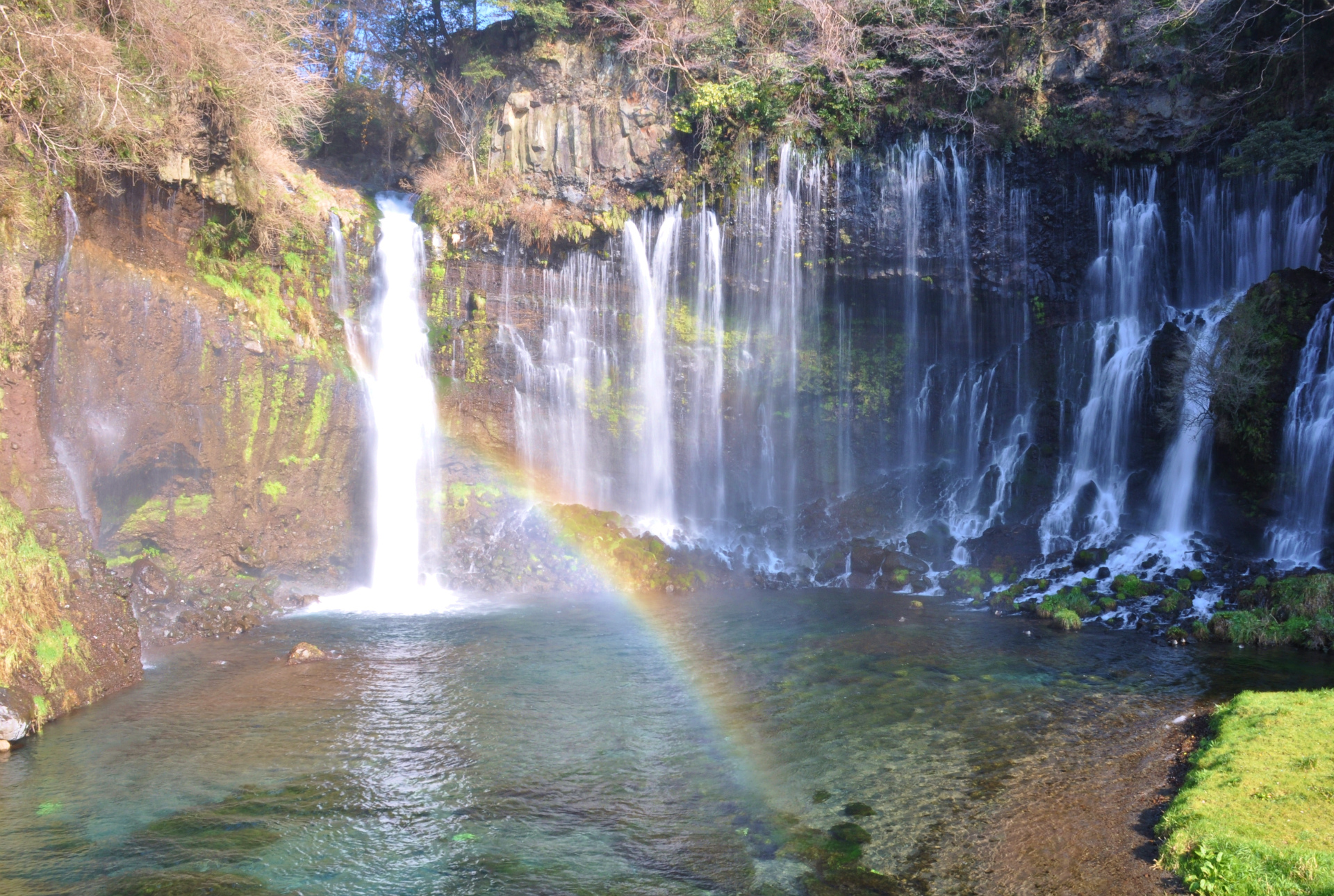
La cascata di Shiraito

È stato stimato che le abbondanti piogge e nevicate che si verificano ogni anno sul Fuji contribuiscano alla formazione e alla persistenza di fiumi e sorgenti sotterranei per un volume di 5,3 milioni di tonnellate d'acqua al giorno. Grazie alla sua abbondanza, alla sua temperatura stabile e ai minimi livelli di impurità, questa risorsa è stata utilizzata fin dall'antichità per l'uso quotidiano dagli abitanti che vivevano nelle vicinanze del monte, mentre oggigiorno è sfruttata in ambito industriale nel campo della produzione della carta, di prodotti chimici e di apparecchiature elettroniche. Sul lato ovest è utilizzata anche per l'allevamento di trote. Le sorgenti e le oasi presenti sul Fuji costituiscono inoltre un'importante risorsa anche per piante e animali.
Uno dei luoghi più caratteristici sono le cascate di Shiraito (白糸の滝?, Shiraito-no-taki), alte 20 m e larghe 200, in cui l'acqua fuoriesce dalle fessure tra la congiunzione di due strati di lava solidificata riversandosi nel fiume Shiba. Da un altro flusso di lava solidificato, quello di Mishima, fuoriesce acqua per una quantità pari a 1135000 L al minuto, che va a formare varie sorgenti nella città omonima di Mishima, per esempio gli stagni Komo e Kohama, facenti parte del parco Rakujuen. Infine il Kakita, fiume che vanta il maggior volume di acqua pura in tutto il Giappone viene rifornito dal Fuji di circa 1 milione di tonnellate d'acqua ogni giorno. Il fiume fornisce acqua potabile per 350 000 residenti delle regioni vicine.

### Clima

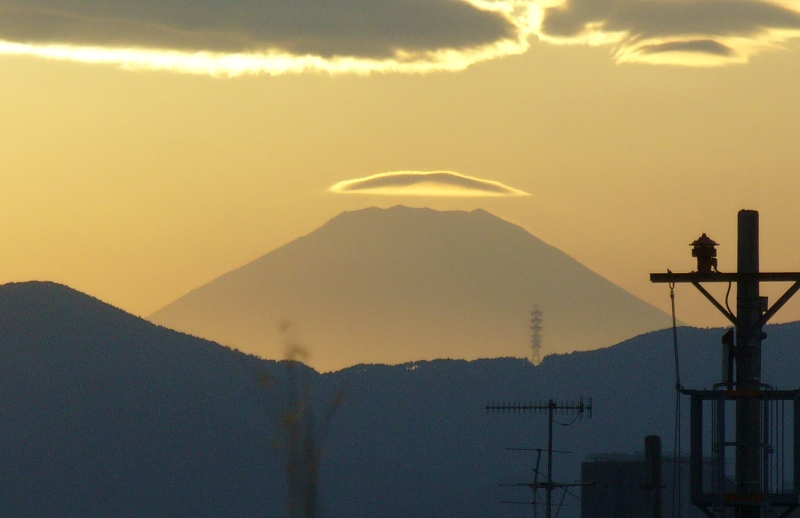
Nuvola lenticolare sulla cima del Fuji

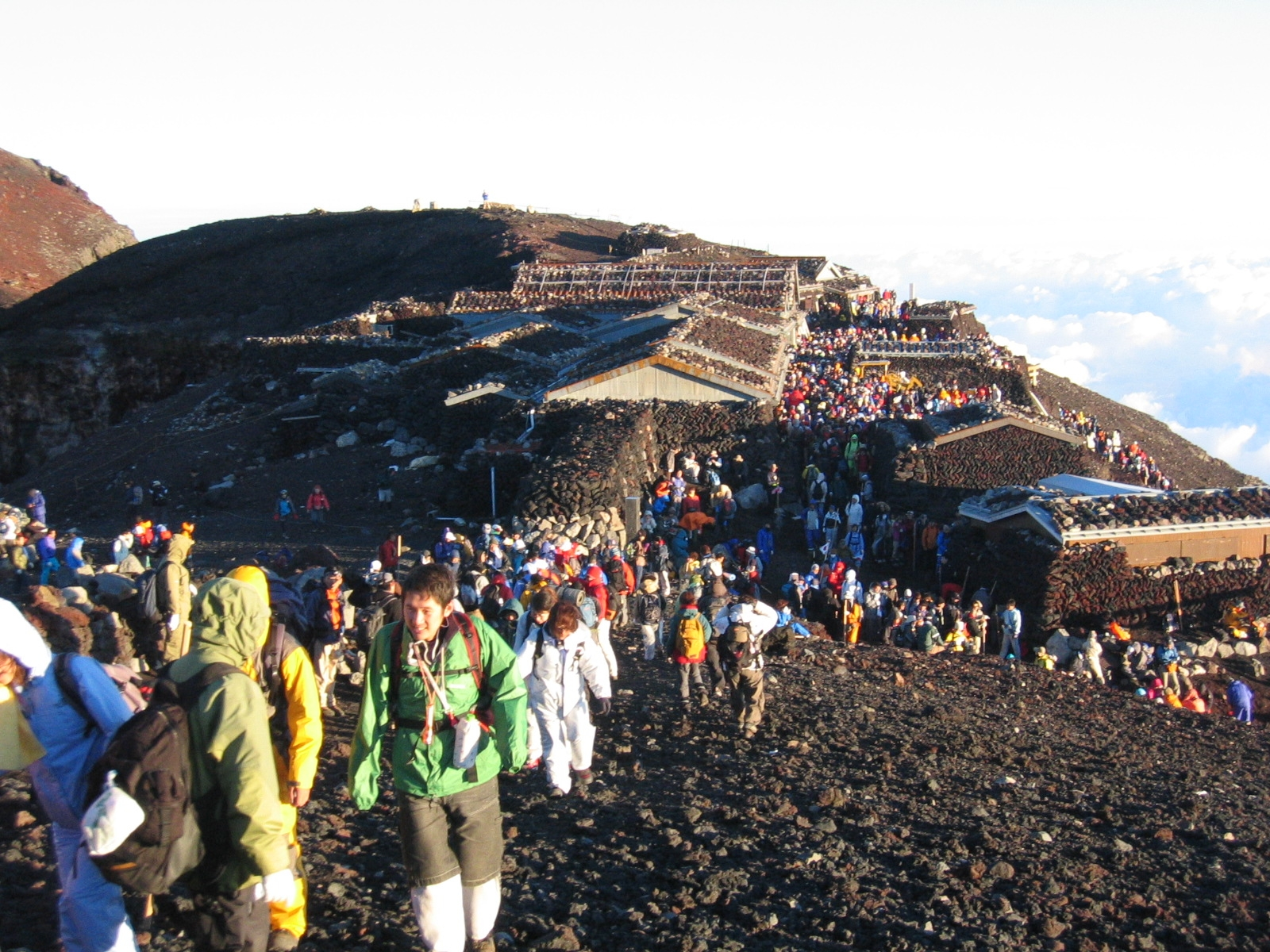
Escursionisti sul monte Fuji

Data l'elevata altitudine del Fuji, si possono trovare differenti tipi di clima lungo le sue pendici. Secondo la classificazione dei climi di Köppen gran parte della montagna gode di un clima alpino, caratterizzato da temperature molto fredde per quasi tutto l'anno al di sotto dello zero, e da forti venti che soffiano da direzione ovest-nordovest alla velocità media annuale di 12 m/s; la massima velocità mai registrata sulla vetta fu 91 metri al secondo (330 km/h) il 5 ottobre 1964, mentre a livello del suolo fu di 84,5 metri al secondo (304 km/h). Proprio a causa delle forti turbolenze che si formano in prossimità della cima del Fuji, il 5 marzo 1966 il Boeing 707-911 della British Overseas Airways Corporation si schiantò sulla montagna causando la morte delle 124 persone a bordo.

Tokyo e il Fuji sullo sfondo: il monte è visibile dalla città quando il cielo è limpido

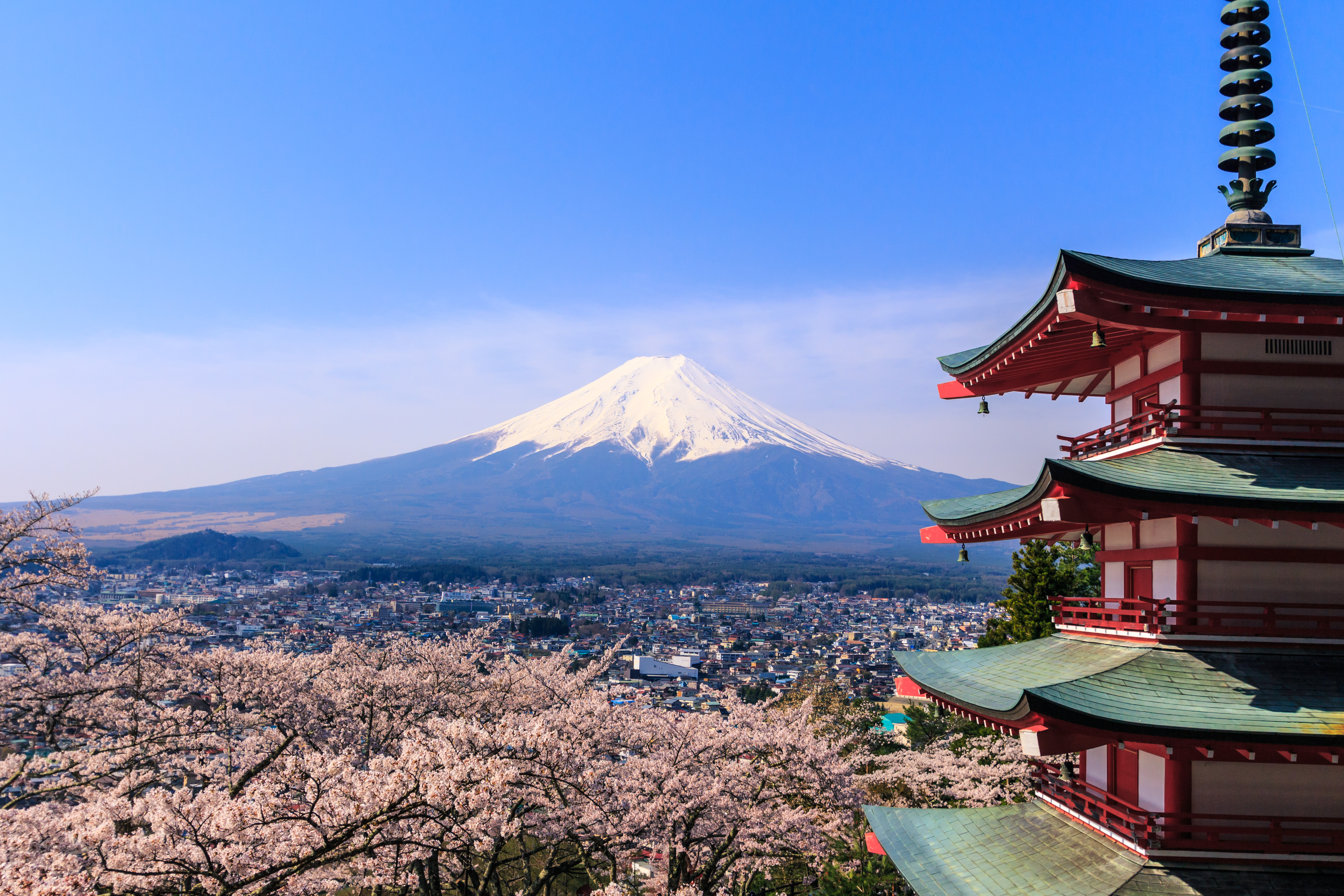
Parco Arakurayama Sengen

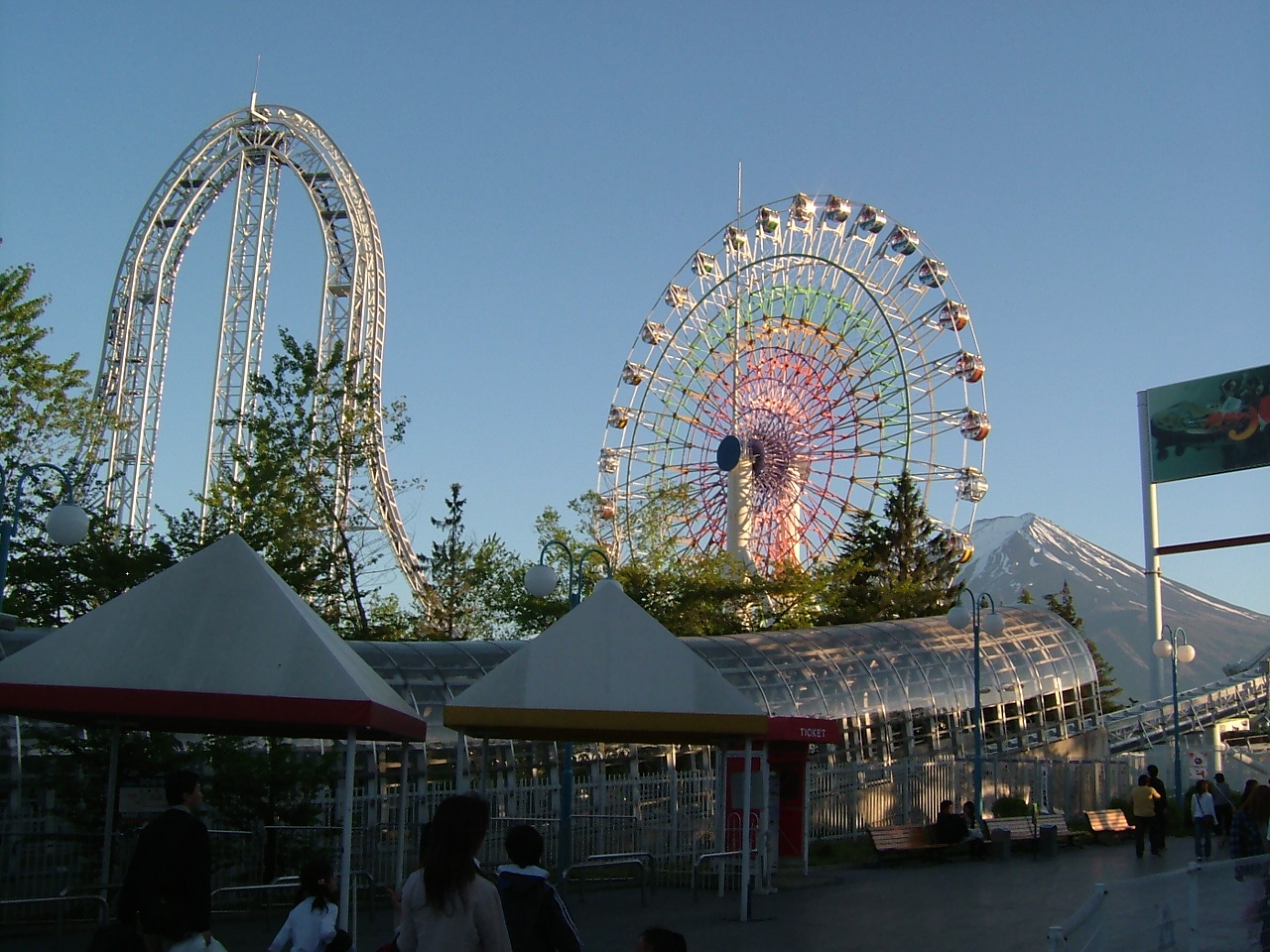
Fuji-Q Highland

Questo clima rigido non permette né lo scioglimento della neve caduta durante l'inverno, che permane fino a maggio, né lo sviluppo completo della vegetazione sopra i 1500 m d'altitudine. L'unico momento in cui la vetta del monte Fuji non è coperta di neve è durante un breve periodo di tempo nei mesi estivi, benché delle nevicate improvvise si possano verificare anche nella stagione più calda. Il periodo delle nevicate ha inizio solitamente durante la fine di settembre; nel mese di aprile si ha l'accumulo maggiore di neve sulla vetta. Trascorso questo periodo la neve a poco a poco si scioglie a causa delle temperature estive e dell'inizio della stagione delle piogge. La nevicata arrivata con maggiore anticipo rispetto alla media annuale fu registrata il 31 luglio 1963, mentre quella con maggiore ritardo il 16 ottobre 1943. Si stima che circa 2,2 miliardi di tonnellate di neve e pioggia cadano ogni anno sulla montagna.
Il territorio del Fuji è suddivisibile in tre principali regioni climatiche. La regione subalpina, dalla cima fino ai 2500 m, è caratterizzata da temperature che variano approssimativamente da sotto lo zero fino a 6 °C; nella zona alpina, dai 2500 ai 1600 m, la temperatura varia dai 6 ai 12 °C, mentre nella regione montuosa e in pianura, dai 1600 m fino a valle, la temperatura può raggiungere i 17-20 °C. Tra le pianure di Mishima e la cima del Fuji vi è una differenza di 23 °C che perdura tutto l'anno. La temperatura media annuale si aggira sui −6 o -7 °C, mentre la temperatura più alta mai registrata fu di 17,8 °C nel mese di agosto del 1942; la temperatura più bassa invece fu registrata nel febbraio del 1981, quando il termometro toccò i −38 °C.
La tabella sottostante, compilata in base ai dati forniti dall'Agenzia meteorologica giapponese, riassume le varie temperature registrate nel periodo che va dal 1981 al 2010; per quanto riguarda la temperature assolute è stato preso in considerazione il periodo che va dal 1932 al 2011.
| Fujisan (1991-2020) Fonte: JMA                       | Mesi         | Mesi         | Mesi         | Mesi         | Mesi         | Mesi         | Mesi        | Mesi        | Mesi         | Mesi         | Mesi         | Mesi         | Stagioni | Stagioni | Stagioni | Stagioni | Anno  |
| Fujisan (1991-2020) Fonte: JMA                       | Gen          | Feb          | Mar          | Apr          | Mag          | Giu          | Lug         | Ago         | Set          | Ott          | Nov          | Dic          | Inv      | Pri      | Est      | Aut      | Anno  |
| ---------------------------------------------------- | ------------ | ------------ | ------------ | ------------ | ------------ | ------------ | ----------- | ----------- | ------------ | ------------ | ------------ | ------------ | -------- | -------- | -------- | -------- | ----- |
| T. max. media (°C)                                   | −15,3        | −14,3        | −10,9        | −5,9         | −0,6         | 4,0          | 8,0         | 9,5         | 6,5          | 0,7          | −5,9         | −12,2        | −13,9    | −5,8     | 7,2      | 0,4      | −3,0  |
| T. media (°C)                                        | −18,2        | −17,4        | −14,1        | −8,8         | −3,2         | 1,4          | 5,3         | 6,4         | 3,5          | −2,0         | −8,7         | −15,1        | −16,9    | −8,7     | 4,4      | −2,4     | −5,9  |
| T. min. media (°C)                                   | −21,4        | −21,1        | −17,7        | −12,2        | −6,3         | −1,4         | 2,8         | 3,8         | 0,6          | −5,1         | −11,8        | −18,3        | −20,3    | −12,1    | 1,7      | −5,4     | −9,0  |
| T. max. assoluta (°C)                                | −1,7 (1969)  | 0,0 (1976)   | 1,0 (1979)   | 4,7 (1999)   | 12,2 (2008)  | 12,3 (2013)  | 17,4 (2011) | 17,8 (1942) | 16,3 (2010)  | 14,0 (2013)  | 6,9 (2000)   | 3,6 (2004)   | 3,6      | 12,2     | 17,8     | 16,3     | 17,8  |
| T. min. assoluta (°C)                                | −37,3 (1997) | −38,0 (1938) | −33,9 (1946) | −27,8 (1965) | −18,9 (1934) | −13,1 (1981) | −6,9 (1966) | −4,3 (1972) | −10,8 (1976) | −19,5 (1984) | −28,1 (1970) | −33,0 (1995) | −38,0    | −33,9    | −13,1    | −28,1    | −38,0 |
| Giorni di nebbia                                     | 14,1         | 12,8         | 18,4         | 16,9         | 20,3         | 21,6         | 21,6        | 20,1        | 20,7         | 15,5         | 13,5         | 12,7         | 39,6     | 55,6     | 63,3     | 49,7     | 208,2 |
| Umidità relativa media (%)                           | 53           | 56           | 61           | 63           | 60           | 70           | 79          | 75          | 67           | 53           | 52           | 52           | 53,7     | 61,3     | 74,7     | 57,3     | 61,8  |
| Radiazione solare globale media (centesimi di MJ/m²) | 12,4         | 15,9         | 19,1         | 22,2         | 22,9         | 20,8         | 21,6        | 22,2        | 17,0         | 14,7         | 12,5         | 11,2         | 39,5     | 64,2     | 64,6     | 44,2     | 212,5 |
| Pressione a 0 metri s.l.m. (hPa)                     | 626,7        | 627,4        | 630,6        | 635,6        | 640,1        | 642,6        | 646,8       | 648,7       | 646,9        | 643,6        | 638,4        | 631,1        | 628,4    | 635,4    | 646,0    | 643,0    | 638,2 |
| Tensione di vapore (hPa)                             | 0,9          | 1,1          | 1,4          | 2,2          | 3,0          | 4,8          | 7,0         | 7,1         | 5,4          | 3,0          | 1,8          | 1,1          | 1,0      | 2,2      | 6,3      | 3,4      | 3,2   |
| Vento (direzione-m/s)                                | WNW 15,9     | WNW 15,6     | WNW 14,0     | WSW 12,9     | WSW 10,9     | WSW 10,2     | WSW 9,2     | WSW 7,6     | WSW 9,4      | WSW 10,9     | WSW 13,2     | WNW 15,3     | 15,6     | 12,6     | 9,0      | 11,2     | 12,1  |

Un altro fenomeno meteorologico legato al Fuji, come in genere alle cime coniche, è rappresentato dalle cosiddette nubi lenticolari: esse si formano quando l'aria calda e umida colpisce la montagna e sale lungo i suoi versanti: in questo modo si favorisce la concentrazione del vapore acqueo e la formazione delle nuvole. I giapponesi chiamano questo fenomeno kasa-gumo (傘雲? lett. "nuvole ombrello" o "nuvole tappo") quando la nube sosta sopra la cima del vulcano e tsurushi-gumo (吊るし雲? lett. "nuvole appese") una volta che la nube si allontana dalla montagna. Secondo la tradizione esse sono viste come un presagio del cambiamento del tempo.

### Flora e fauna

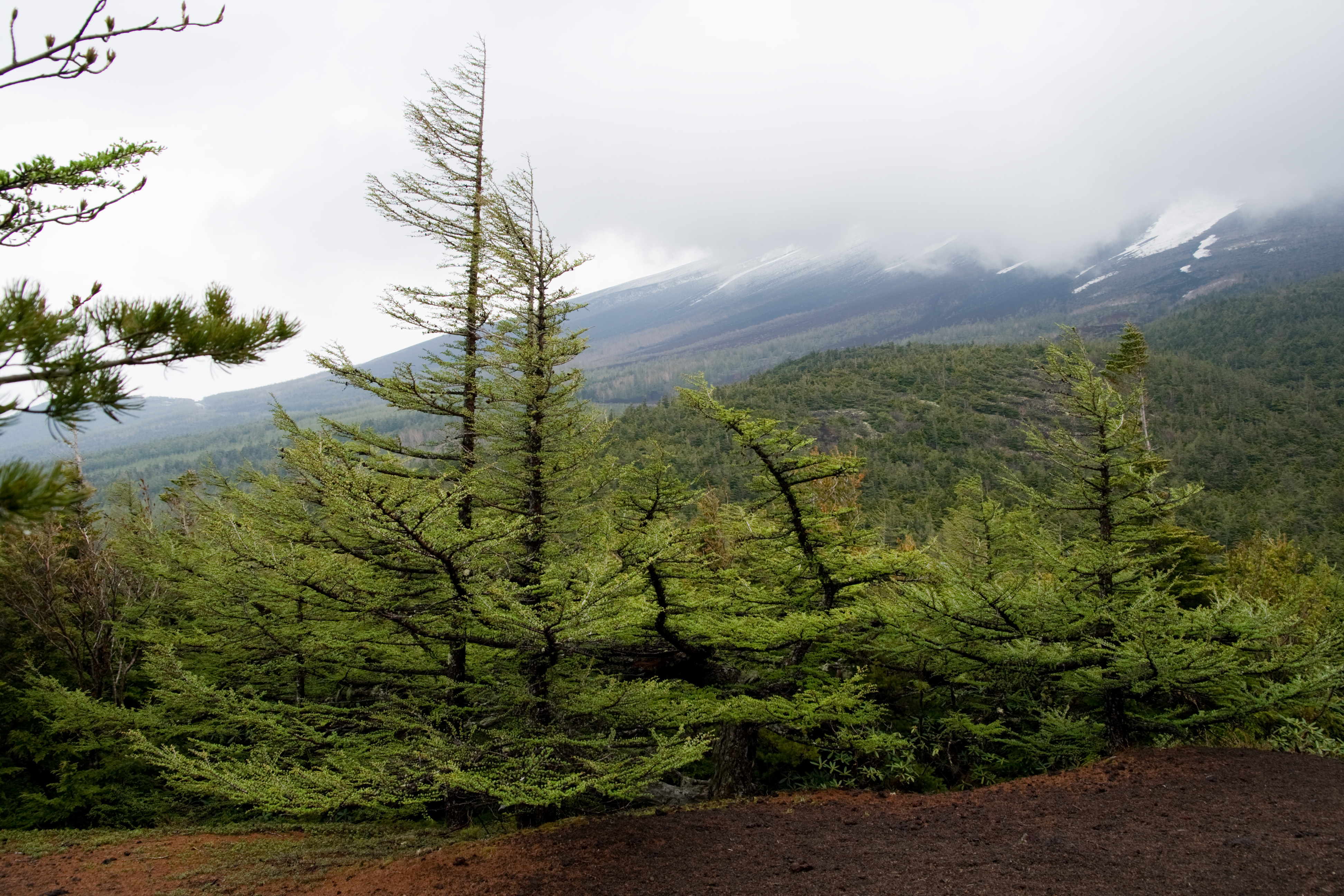
Boschi di larici giapponesi (Larix kaempferi) sul versante nord-ovest della montagna

La differenza di temperatura tra la vetta del monte e le regioni sottostanti si ripercuote anche sulla vegetazione presente sui suoi versanti. È infatti possibile suddividere verticalmente il territorio del Fuji in diverse zone di vegetazione, le cui principali sono due: il deserto vulcanico che caratterizza la regione che va dai 1500 m fino alla cima, dove la vegetazione è costituita principalmente da muschi e licheni anche se sono presenti alcune specie autoctone di poligoni, artemisie, betulle e larici, e le foreste di conifere giapponesi (Abies veitchii, Abies homolepis e Tsuga diversifolia), di faggi (Fagus crenata), cedri e aceri giapponesi, oltre a piante di bambù e alberi di querce (Quercus crispula, Quercus mongolica) che crescono nella regione subalpina e montuosa. Sotto i 700 m, con l'aumento della temperatura, la vegetazione assume connotati simili a quella tipica della prefettura di Shizuoka e di Yamanashi dove si possono osservare ciliegi e azalee. Alla base nord-est del monte è situata la foresta di Aokigahara, formatasi in seguito all'eruzione Jōgan del Fuji nell'864. La sua vegetazione è composta principalmente da boschi di conifere (Tsuga sieboldii e cipressi) o di alberi decidui come la quercia giapponese. Vi si possono trovare anche arbusti, come per esempio il fiore della neve giapponese. È nota per essere teatro di leggende, racconti popolari e di numerosi suicidi. A causa della presenza nel sottosuolo di tefrite, la vegetazione del Fuji varia a seconda del periodo durante cui avvenne l'eruzione o dalla composizione del materiale piroclastico depositatosi sulla montagna. Inoltre anche l'inizio delle zone boschive, di solito sui 2400 m, varia a seconda della posizione.

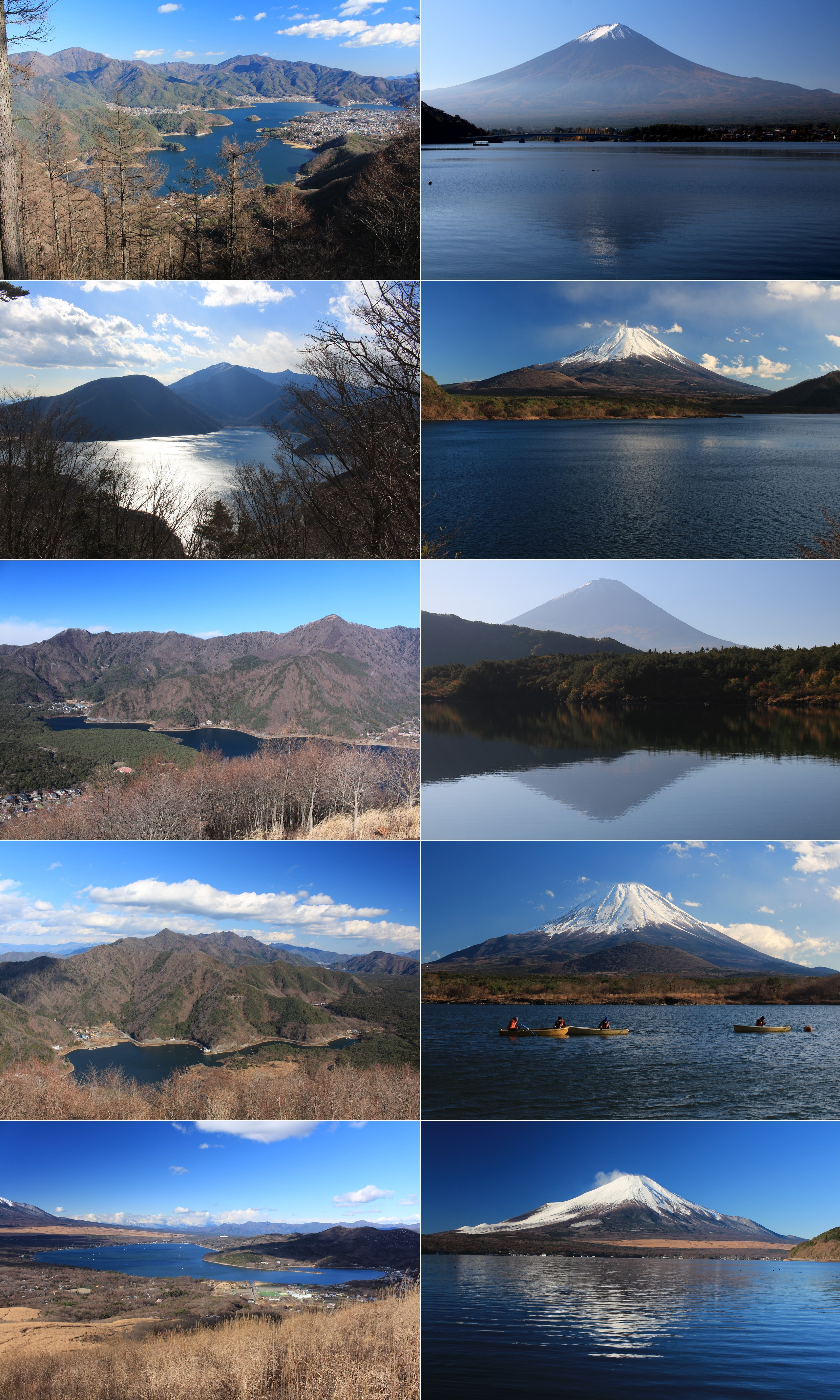
Il Fuji visto dalla regione dei cinque laghi, prefettura di Yamanashi

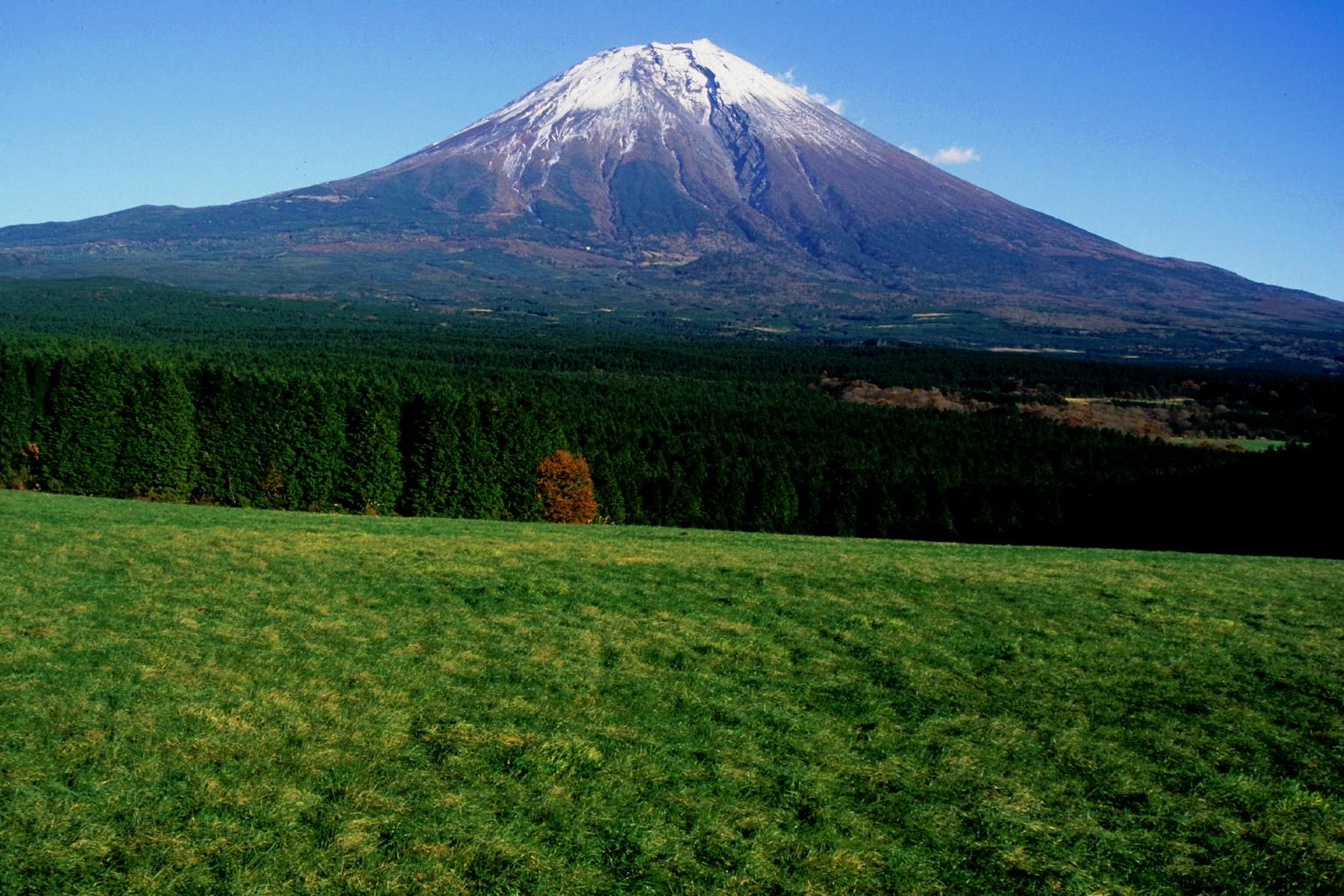
Il Fuji visto dall'altopiano di Asagiri

La fauna del Fuji conta più di 37 specie di mammiferi, tra cui alcune specie autoctone come il capricorno giapponese. Annovera, tra le altre, specie animali quali l'orso tibetano, volpi e scoiattoli. Gli uccelli costituiscono una parte importante della fauna del Fuji: approssimativamente un quarto degli uccelli che vivono in Giappone sono stati avvistati nelle zone vicine alla montagna. Tra questi almeno cento specie fanno delle zone ai piedi del Fuji il loro habitat naturale. Inoltre tutti gli uccelli che abitano la regione di Chūbu, escluso il forcello, possono essere osservati sul monte. A causa della scarsa presenza di paludi, stagni e corsi d'acqua in superficie sono poche le specie di rettili e di anfibi presenti sul monte. Tra i pesci vi sono le trote che si possono trovare nel fiume Kikita trasportate dal fiume Kano. Infine le foreste di latifoglie presenti nella regione montuosa costituiscono l'habitat naturale per numerose specie di insetti. Tra queste vari tipi di farfalla quali fujimidorishijimi (Callophrys rubi) e mesuakamidorishijimi (Chrysozephyrus smaragdinus), oltre alla cicala koezo (Tibicen bihamatus). Altre specie di farfalle, tra cui himeshirochou (Leptidea duponcheli), himeshijimi (Plebejus argus), gomashijimi (Phengaris teleius) e uraginhyoumon (Fabriciana adippe), possono invece essere osservate nelle zone dell'altopiano di Asagiri. Inoltre alcune specie di libellule, tra cui aoitotonbo (Lestes sponsa) e ruriboshiyanma (Aeschna juncea), vivono in prossimità del lago Tanuki e della palude di Odanuki.
La vegetazione e la fauna presente sul monte convivono insieme in un equilibrato e delicato ecosistema, che rischia di essere danneggiato a causa dell'indiscriminata raccolta delle piante autoctone che ne ha ridotto il loro numero complessivo, oltre all'introduzione di specie aliene da parte dei turisti.

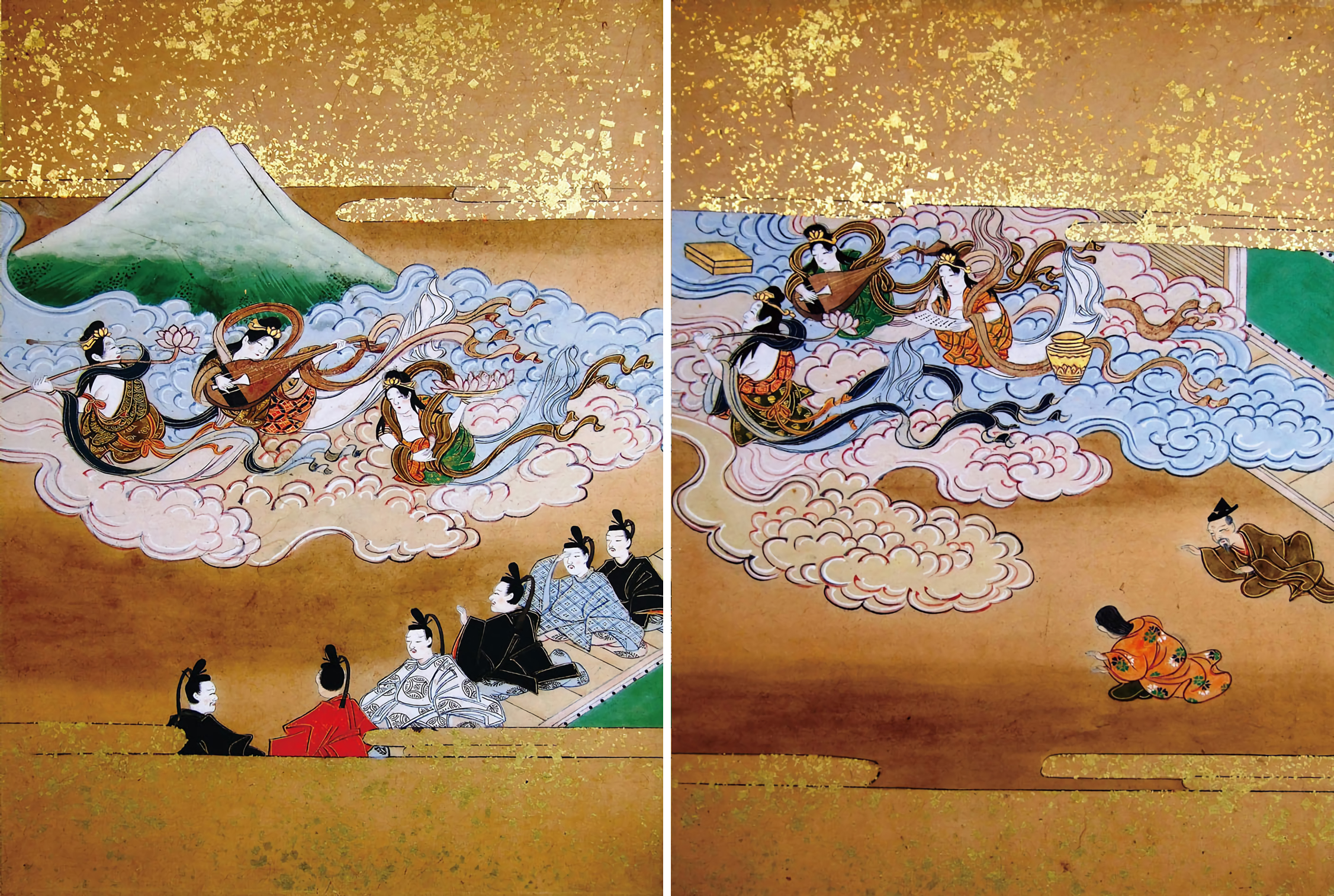
Nell'ultima scena di Taketori monogatari la principessa Kaguya, prima di ritornare alla sua dimora sulla Luna, lascia dietro di sé un elisir di immortalità per l'imperatore che però, affranto dal dolore, ordina che l'elisir venga bruciato sulla vetta della montagna più vicino al cielo: è per questo motivo che, secondo la leggenda, il nome del Fuji deriverebbe dalla parola "immortale"

## Storia

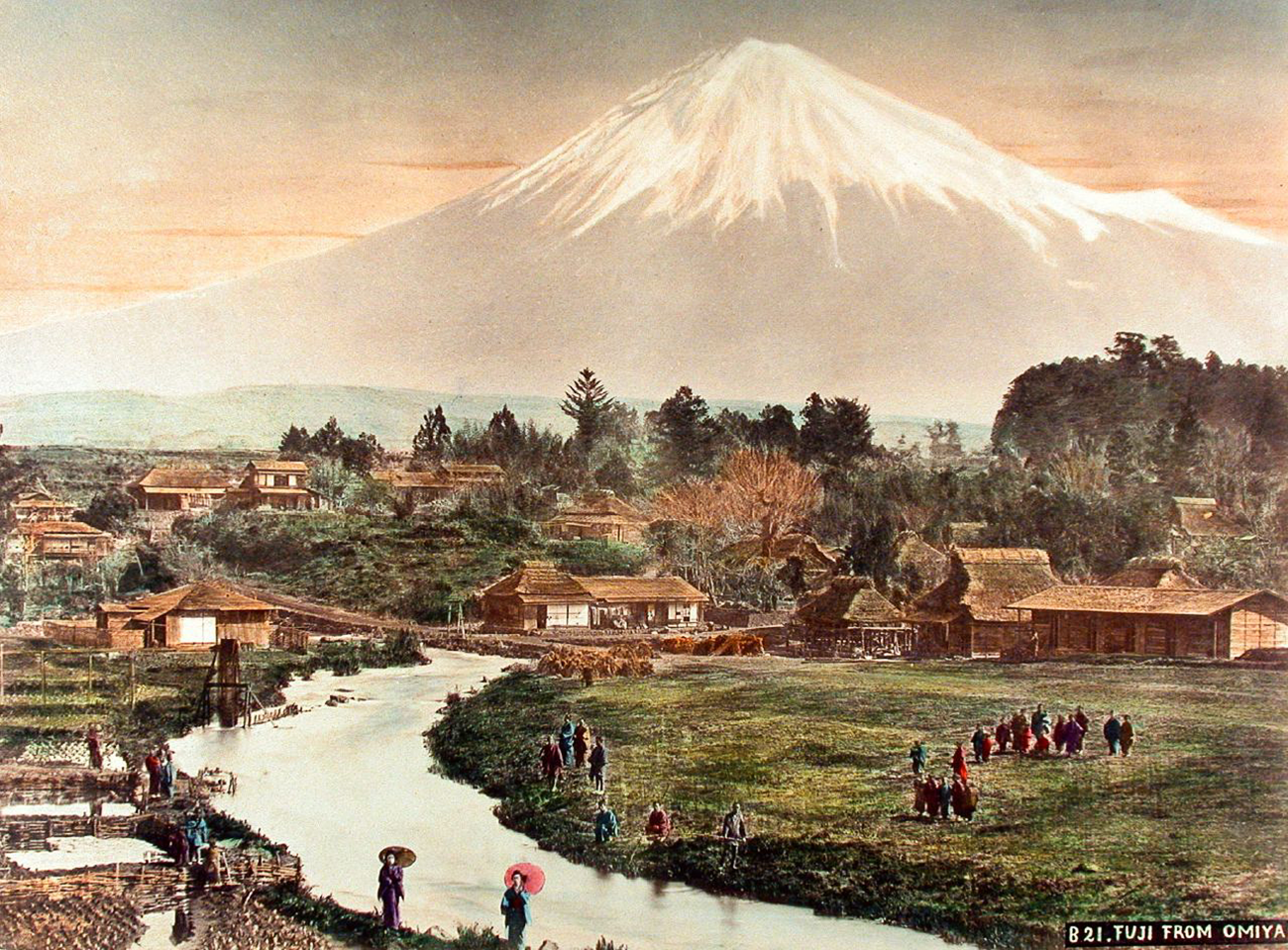
Il monte Fuji da Omiya, c. 1890

### Etimologia
(Mushimaro, VII secolo d.C.)
L'origine del nome Fuji è incerta. Gli attuali kanji utilizzati per scrivere Fuji (富 e 士) significano rispettivamente "ricco" o "abbondante" e "uomo di un certo lignaggio". Secondo quanto si legge in un racconto del X secolo, Taketori monogatari, questa denominazione deriverebbe dalla parola fushi o fuji (不死? lett. "immortale", ovvero "no" e "morte") o dalla frase "montagna ricca (富?, fu, che significa "ricco" o "abbondante") di guerrieri (士?, shi, ji, "soldato" o "uomo di alto rango", utilizzato per esempio nella parola bushi 武士, "samurai") che ne ascendono le pendici".
Secondo un'etimologia popolare fuji verrebbe da fuji (不二? rispettivamente "no" e "due"), nel senso di "senza eguali", "incomparabile" o "secondo a nessuno"; oppure da fujin (不尽? "no" e "fine"), nel senso di "senza fine" o "qualcosa che supera ogni altra cosa in misura". Atsutane Hirata (1776-1843), un erudito giapponese del periodo Edo, sosteneva che il nome derivasse dalla parola omofona avente il significato di "montagna dalla forma di una spiga di riso". John Batchelor (1854-1944), un missionario inglese, riteneva invece che il nome provenisse dalla parola Ainu fuchi o huchi (fuoco) della divinità del fuoco Kamui Fuchi, tesi contestata però dal linguista giapponese Kyosuke Kindaichi (1882-1971) sotto il profilo dell'evoluzione fonetica. D'altra parte l'esito di alcune ricerche sulla localizzazione dei toponimi contenenti la parola fuji suggerisce che essa appartenga alla lingua Yamato piuttosto che a quella Ainu. Kanji Kagami, un toponomastico giapponese, ha osservato che il nome ha la stessa radice delle parole huji (藤? lett. "glicine") e niji (虹? lett. "arcobaleno"), poi variate in fuji, il cui significato richiamerebbe la tipica forma curvilinea delle pendici del monte.
Un altro significato possibile deriva invece dalla parola fushimi o fujimi ("sotterraneo"), intesa come "acqua che scorre nel sottosuolo" che si trova in abbondanza nelle zone vicine al monte Fuji e che era indispensabile per la creazione di insediamenti sicuri nel Giappone antico. In antichità era infatti più probabile che i giapponesi dessero nomi propri alle sorgenti d'acqua piuttosto che ai monti. Con il passare del tempo tale zona ricca di sorgenti prese lei stessa il nome di Fuji e la montagna che vi sorgeva fu chiamata Fuji-no-takane (ふじの高嶺? lett. "l'alta vetta del[la zona di] Fuji").

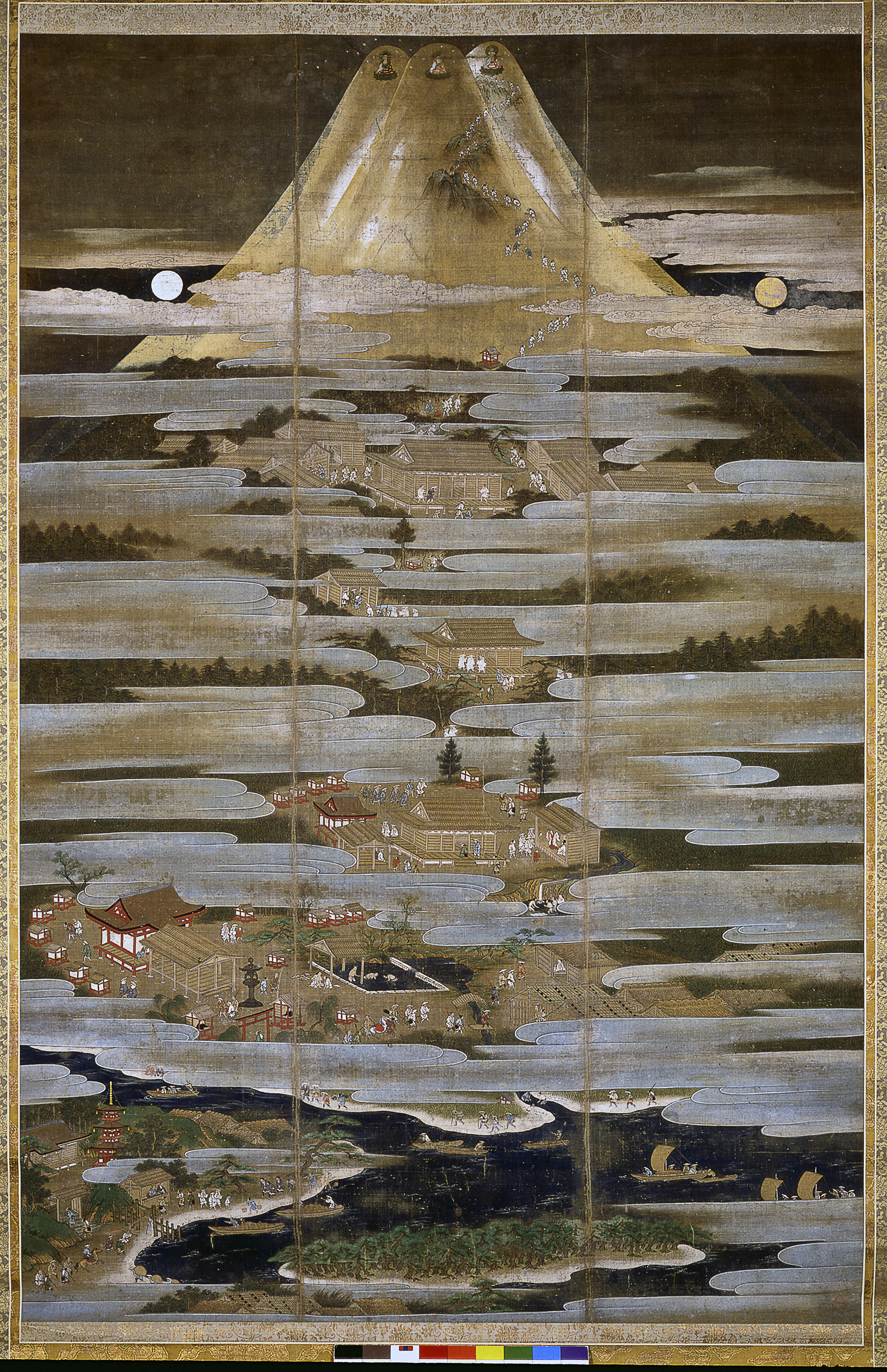
Durante il periodo Muromachi iniziò la produzione di pitture maṇḍala per incoraggiare le persone a compiere i pellegrinaggi al monte

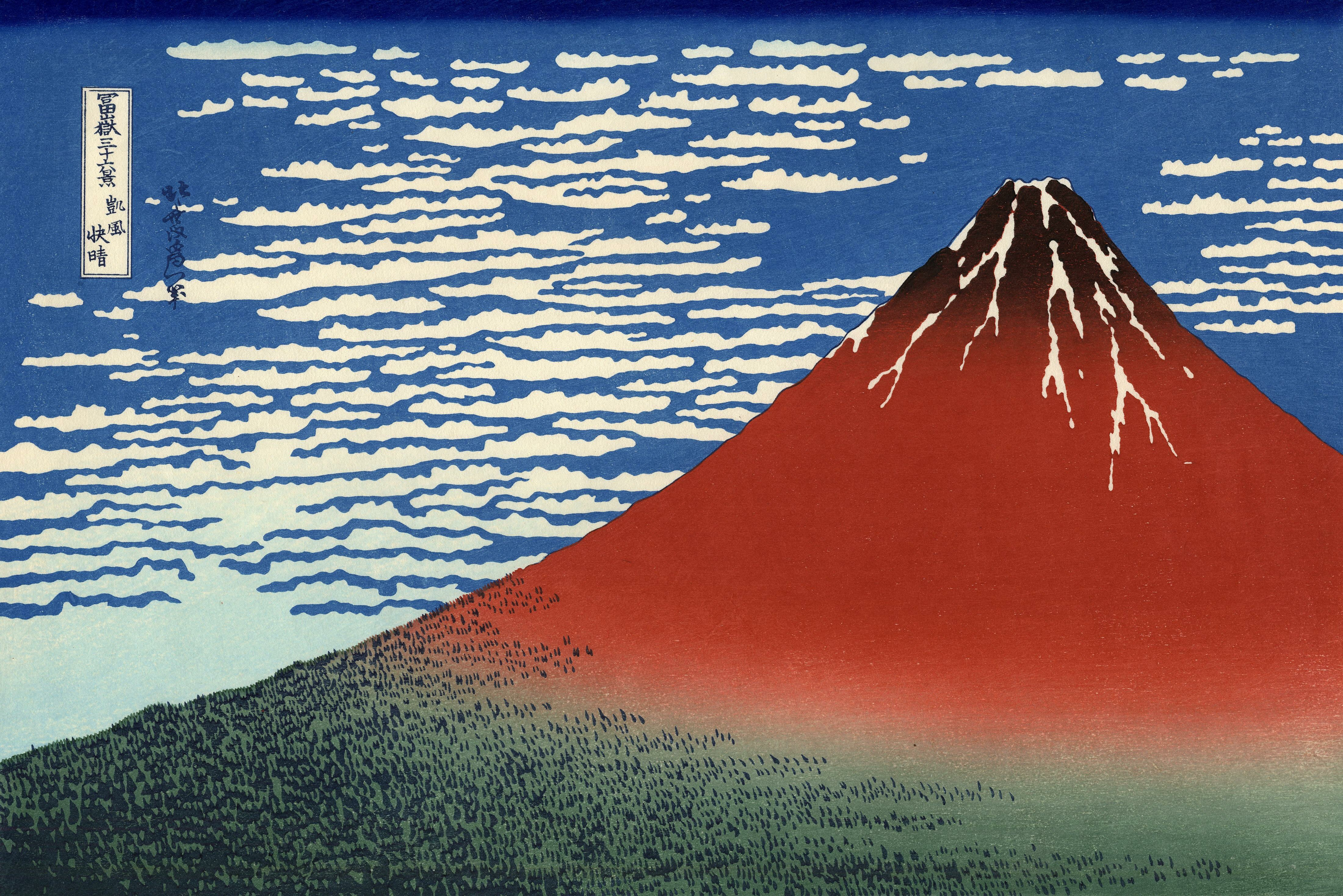
Hokusai

In alcuni testi occidentali il Fuji-san è a volte riportato come Fujiyama, poiché il terzo kanji del suo nome, 山, può essere pronunciato anche -yama. Tuttavia questa non è la pronuncia corretta, come dimostra il detto «Fujiyama, geisha!», usato dai giapponesi per indicare il Giappone frainteso dagli occidentali. Il suffisso 山, che significa "montagna", va dunque letto con la pronuncia on'yomi -san, ma non va confuso con i diversi caratteri さ e ん, pure letti -san, utilizzati con riferimento alle persone nel significato di "signore" e "signora".
Altri nomi giapponesi del monte Fuji, ormai obsoleti o aulici, sono Fuji-no-yama (ふじの山? lett. "la montagna del Fuji"), nome utilizzato per la prima volta nel racconto popolare Hitachi no kuni fudoki datato 713 circa, Fuyō-hō (芙蓉峰? lett. "la cima del loto") e Fu-gaku (富岳 / 富嶽?), il primo carattere di "Fuji" (富士?) e "montagna" (岳?), nome utilizzato, per esempio, nell'opera Trentasei vedute del Monte Fuji.

### Il Fuji come simbolo religioso

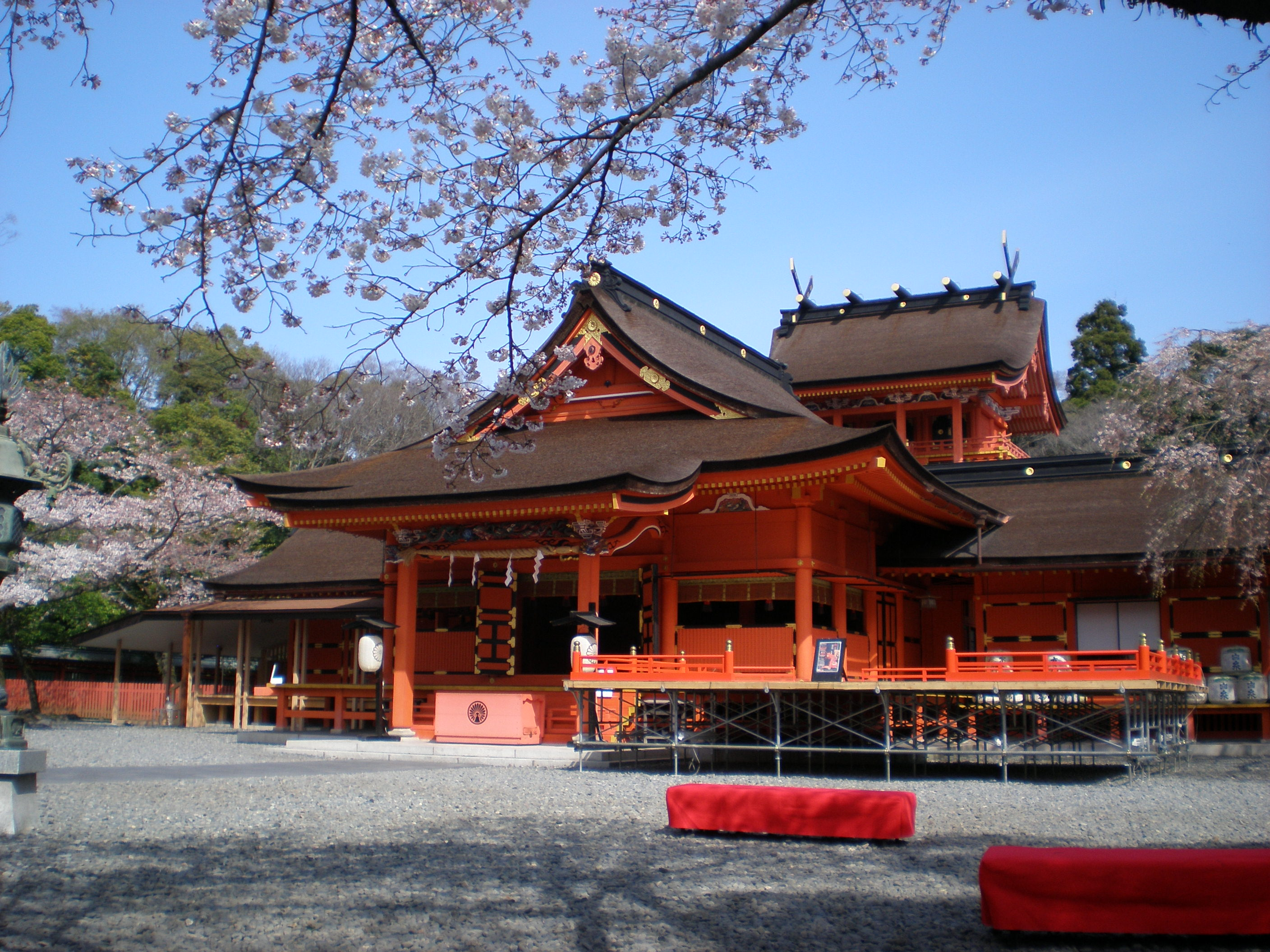
Il santuario di Fujisan Sengen a Fujinomiya

Le prime fonti che descrivono il culto legato alla figura del monte Fuji (富士信仰?, Fuji-shinkō) risalgono a prima dell'inizio del periodo Heian (794-1185). Infatti la letteratura e i racconti mitologici di questo periodo narrano di un dio chiamato Miogi-no-Mikoto che, avendo chiesto inutilmente ospitalità per la notte al monte Fuji, fu costretto a cercare un'altra sistemazione presso il monte Tsukuba. In seguito il dio decise di vendicarsi, condannando il Fuji a essere sempre ricoperto di neve e a passare la sua esistenza in isolamento. Nella raccolta di poesie Man'yōshū (seconda metà dell'VIII secolo) si possono trovare invece i primi riferimenti alla montagna in qualità di kami. Infatti il Fuji, essendo stato un vulcano attivo fino al 1708, ha suscitato fin dall'antichità timore e rispetto nei giapponesi finendo per essere venerato come una vera e propria divinità. Secondo l'Associazione dei santuari shintoisti in Giappone vi sono più di 1300 jinja dedicati all'adorazione dei kami legati alla montagna. Essi sono chiamati santuari di Asama (浅間神社? una lettura alternativa è "santuari di Sengen"), benché l'origine certa della parola "Asama" sia oggetto di dibattito; si pensa che il suo significato originario possa essere collegato ai vulcani, alle eruzioni vulcaniche o alla presenza di sorgenti d'acqua sulle pendici della montagna stessa. La principale divinità è Konohanasakuya-hime, manifestazione ultraterrena della vetta del Fuji. Secondo la tradizione è la figlia di Ōyamatsumi, dio della montagna, e sposa di Ninigi-no-Mikoto, dio del cielo. Per via della sua fedeltà è considerata un modello per le donne giapponesi, adorata come protettrice delle donne in gravidanza e dei navigatori, oltre a essere riconosciuta come la divinità della pesca, dell'agricoltura e della tessitura. Il principale santuario di Asama è il Fujisan Hongū Sengen Taisha, situato nella città di Fujinomiya, prefettura di Shizuoka. Fu fatto costruire da Sakanoue no Tamuramaro nell'anno 806, su ordine dell'imperatore Heizei. In seguito all'eruzione dell'864 che colpì la regione di Kai (l'attuale prefettura di Yamanashi), il suo governatore si convinse a fondare un ulteriore sito adibito all'adorazione del Fuji nella sua giurisdizione, aumentando così la popolarità del culto. Nel corso dei secoli successivi numerose altre istituzioni dedicate al culto del Fuji sorsero non solo in prossimità della montagna, ma anche in altre regioni del Giappone.

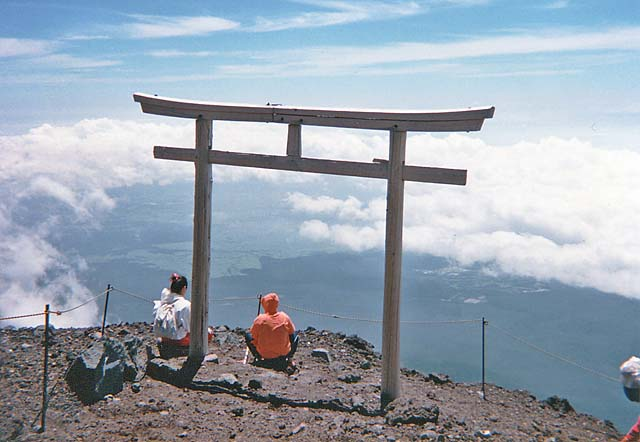
Un torii presso la sommità del monte Fuji

Dalla fine del periodo Heian il culto shintoista legato al Fuji finì per fondersi alle pratiche e le nozioni della fede buddhista, quando nel 1149 l'asceta di fede Shugendō Matsudai Shōnin (末代上人?) costruì il primo tempio dedicato a Dainichi Nyorai sulla vetta del monte, predicando il credo secondo il quale quest'ultimo si manifestasse sulla montagna in qualità di kami del Fuji. Nei successivi due secoli iniziarono le prime ascensioni al monte, considerate un atto di fede indispensabile nella venerazione della divinità. Tuttavia solo dal periodo Muromachi (1336-1573) i pellegrinaggi al monte divennero davvero popolari, grazie soprattutto all'istituzione di numerose confraternite (講?, ko) al capo delle quali vi era la figura dei cosiddetti sendatsu (先達?), praticanti religiosi che facevano da tramite tra i santuari e il monte, e degli oshi (御師?), figure semi-sacerdotali che fungevano da guida durante le scalate. Grazie a queste figure i pellegrini potevano raggiungere la vetta sacra del vulcano, pregare presso i templi dedicati alle divinità del Fuji e abbeverarsi presso le due sorgenti sacre di Kinmei-sui (金明水? lett. "la sorgente dell'acqua dorata") e di Ginmei-sui (銀明水? lett. "la sorgente dell'acqua argentata").
Nel periodo Edo (1603-1868) i credi e le pratiche relative al culto del Fuji furono riprese e unificate da Kakugyō (角行?) che, secondo la tradizione, ricevette questo incarico da En no Gyōja (役小角?), leggendario fondatore della fede Shugendō e uno dei primi a compiere l'ascensione al Fuji. In obbedienza alle rivelazioni divine egli dedicò la propria vita al culto della montagna, predicando il credo secondo cui il Fuji era la fonte di nutrimento di tutte le cose, e tramite esso riavvicinare i fedeli e stabilizzare il Paese allora afflitto dalla guerra. Questi insegnamenti acquisirono notevole popolarità tra la gente di Edo nei secoli XVIII e XIX, in cui le confraternite raggiunsero il numero di 808. Inoltre la stessa città fu dotata di fujizuka (富士塚?) ovvero colline, sia naturali sia costruite dai fedeli, che fungevano da surrogati del Fuji e quindi adorate allo stesso modo.
Durante il periodo Meiji (1868-1912), con il diffondersi delle idee nativiste della scuola Kokugaku (國學?), si assistette a un'opera di suddivisione e separazione della fede shintoista da quella buddhista (神仏分離?, shinbutsu bunri), suddivisione che comportò l'eliminazione di ogni riferimento ai rituali buddhisti dal culto del monte Fuji. Un ruolo importante in ciò lo ebbe Shishino Nakaba (宍野半?), sommo sacerdote (宮司?, gūji) del santuario Fujisan Sengen di Fujinomiya, che elevò il Fuji a go-shintai (御神体? lett. "sacro corpo del kami"), ovvero oggetti fisici nei quali risiedono i kami. Da ciò Nakaba trasse ispirazione per la creazione di un nuovo movimento chiamato Fusōkyō (扶桑教?), basato sulle idee del Fuji-shinkō e attivo tuttora.